# Livia Klingl
Livia Klingl (* 1956 in Wien) ist eine österreichische Journalistin und Publizistin.

## Leben
Livia Klingl studierte Grafik an der Hochschule für angewandte Kunst Wien und Französisch an der Universität Wien sowie in Paris und Siena. Ihre journalistische Karriere begann sie in der Informationsabteilung des ORF-Fernsehens. 1989 kam sie zur Tageszeitung Der Standard, wo ihr Schwerpunkt die Kriegsberichterstattung war. 1993 wechselte sie in denselben Bereich zur Tageszeitung Kurier. Dort war sie ab 1998 neun Jahre lang Leiterin des Außenpolitik-Ressorts. Sie berichtete aus zahlreichen Krisengebieten.
Klingl lebt im 15. Wiener Gemeindebezirk Rudolfsheim-Fünfhaus.

## Auszeichnungen
- 2000: Staatspreis für publizistische Leistungen im Interesse der Geistigen Landesverteidigung

## Publikationen
- Menschen zwischen den Fronten. Begegnungen einer Kriegsberichterstatterin. NP-Buchverlag, St. Pölten u. a. 2002, ISBN 3-85326-205-8.
- Die Russen kommen. Wer sie sind und was sie hier machen. Ueberreuter, Wien 2008, ISBN 978-3-8000-7363-4.
- Die Kunst vollkommener Gelassenheit. Mit der Jacke-wie-Hose-Strategie durch die Krise. Metroverlag, Wien 2012, ISBN 978-3-9930080-0-0.
- Wir können doch nicht alle nehmen! Europa zwischen „Das Boot ist voll“ und „Wir sterben aus“. K & S, Wien 2015, ISBN 978-3-218-00968-3.
- Lauter Fremde! Wie der gesellschaftliche Zusammenhalt zerbricht. K & S, Wien 2017, ISBN 978-3-218-01061-0.
- Der Lügenpresser, Roman, Kremayr & Scheriau, Wien 2018, ISBN 978-3-218-01107-5
- Biedermeiern: Politisch unkorrekte Betrachtungen, Kremayr & Scheriau, Wien 2019, ISBN 978-3-218-01164-8